# Distrito judicial del Santa
El Distrito judicial del Santa es una división administrativa del Poder Judicial del Perú. Tiene como sede la ciudad de Chimbote y su competencia se extiende a las provincias del Santa, Casma, Corongo, Pallasca y Huarmey del Departamento de Áncash

## Historia
Los territorios que se encuentran bajo la jurisdicción de este distrito judicial estuvieron inicialmente bajo la competencia de la Corte Superior de Justicia de Áncash que fue creada el 23 de enero de 1861.
El 30 de noviembre de 1994, se constituyó la Sala Mixta Descentralizada Transitoria en la provincia del Santa, autorizándose su funcionamiento permanente mediante Resolución Administrativa N.º 014 – CME – PJ de fecha 4 de enero de 1996 en cumplimiento de lo estipulado por la Cuarta Disposición Final y Transitoria de la Ley Orgánica del Poder Judicial (1992).
Posteriormente, el 25 de junio de 1996, según Resolución Administrativa N.º 135 – 96 – CME – PJ, se creó la Sala Penal Transitoria en la provincia del Santa, con sede, también, en la ciudad de Chimbote, cuyo funcionamiento logró descongestionar la carga procesal de la Sala Mixta. El 8 de mayo de 1997, mediante Resolución Administrativa N.º 376 – CME – PJ, se desconcentró el Distrito Judicial de Áncash y se creó el Distrito Judicial del Santa durante el gobierno de Alberto Fujimori, se retiraron de su competencia las provincias litorales del departamento de Áncash y se formó el distrito judicial y la Corte Superior de Justicia del Santa con sede en Chimbote. La instalación se dio el 30 de junio de 1997.

## Conformación
El Distrito Judicial del Santa contiene 67 dependencias judiciales incluyendo 6 salas superiores, 48 juzgados de primera instancia, 13 juzgados de paz letrados y diversos juzgados de paz en distintas partes del territorio de su jurisdicción.

## Jurisdicción
El Distrito Judicial del Santa tiene jurisdicción sobre las provincias costeñas del departamento de Áncash (Casma, Huarmey y del Santa) así como las provincias andinas de Corongo del mismo departamento.